# Alpiscorpius victori
Espèce
Alpiscorpius victori est une espèce de scorpions de la famille des Euscorpiidae.

## Distribution
Cette espèce est endémique de Turquie. Elle se rencontre dans les provinces de Kütahya et d'Uşak sur le mont Murat.

## Description
Le mâle holotype mesure 29,2 mm et la femelle paratype 29,75 mm.

## Systématique et taxinomie
Cette espèce a été décrite par Yağmur en 2025.

## Étymologie
Cette espèce est nommée en l'honneur de Victor Fet.

## Publication originale
- Yağmur, 2025 : « Alpiscorpius victori sp. n. from the Murat Mountain, Kütahaya and Usak Provinces, Turkey (Scorpiones, Euscorpiidae). » Zoodiversity, vol. 59, no 2, p. 101-112 (texte intégral).